# František Šeracký
František Šeracký (11. srpna 1891 Klabava – 27. září 1942 Praha) byl český psycholog, profesor psychologie a ředitel Psychotechnického ústavu.
V jeho díle Eksperimentální psychologie a psychologie dítěte (sic, 1926) je zobrazen mj.
„měřič hlavy“ (kefalometr, s. 92), stetometr (nástroj k měření objemu hrudníku, s. 94) nebo starý typ spirometru (měřiče vitální kapacity plic, s. 95 (válec s hadicí)).